# Kerala Blasters FC
Kerala Blasters FC (hindi केरला ब्लास्टर्स फुटबॉल क्लब, ang. Kerala Blasters Football Club) – indyjski klub piłkarski, mający siedzibę w mieście Koczin w stanie Kerala, w południowej części kraju, grający od 2014 w rozgrywkach Indian Super League.

## Historia
Chronologia nazw:
- 2014: Kerala Blasters Football Club

Klub piłkarski Kerala Blasters FC został założony w miejscowości Koczin 27 maja 2014 roku po tym, jak na początku 2014 roku narodowa federacja piłki nożnej w Indiach ogłosiła o powstaniu Indian Super League. W dniu 13 kwietnia 2014 roku ogłoszono, że prawa do franczyzy Kochin zdobyli były kapitan reprezentacji Indii w krykieta Sachin Tendulkar i przedsiębiorca Prasad V Potluri. 13 października tego samego roku klub rozegrał swój pierwszy oficjalny mecz w Superlidze, przegrywając 0:1 z NorthEast United FC na stadionie piłkarskim Indira Gandhi Athletic Stadium w Guwahati. W inauguracyjnym sezonie 2014 zespół zajął czwarte miejsce w rundzie zasadniczej, a potem w fazie play-off dotarł do finału, gdzie przegrał 0:1 z Atlético de Kolkata. W kolejnym sezonie został sklasyfikowany na ósmej pozycji i nie awansował do fazy play-off. W 2016 po raz drugi został wicemistrzem. W sezonie 2017/18 zespół nie zdobył miejsca na podium, zajmując szóstą pozycję w tabeli ligowej. Przez kolejne trzy sezony klub był poza czwórką najlepszych drużyn, które potem walczyły o tytuł mistrza. Dopiero w sezonie 2021/22 zespół awansował do etapu play-off, po raz trzeci zdobywając wicemistrzostwo.

## Barwy klubowe, strój, herb, hymn
|  |  |

Klub ma barwy niebiesko-żółte. Piłkarze domowe spotkania zazwyczaj grają w żółtych koszulkach z poziomym niebieskim pasem na piersi, niebieskich spodenkach oraz żółtych getrach.

## Sukcesy

### Trofea międzynarodowe
Do 2022 klub jeszcze nigdy nie zakwalifikował się do rozgrywek międzynarodowych.

### Trofea krajowe
| \| \| Zdobyte trofea w rozgrywkach Indii (stan na: 31-05-2022) \| |                                                          |      |                     |
| Rozgrywki                                                         | Osiągnięcie                                              | Razy | Sezon(y)            |
| Mistrzostwo                                                       | I miejsce                                                | 0    |                     |
| Mistrzostwo                                                       | II miejsce                                               | 0    |                     |
| Mistrzostwo                                                       | III miejsce                                              | 3    | 2014, 2016, 2021/22 |
| Puchar                                                            | zdobywca                                                 | 0    |                     |
| Puchar                                                            | finalista                                                | 0    |                     |
| Puchar                                                            | 1/8 finału                                               | 1    | 2018                |
| II liga                                                           | I miejsce                                                | 0    |                     |
| II liga                                                           | II miejsce                                               | 0    |                     |
| II liga                                                           | III miejsce                                              | 0    |                     |
| Indie                                                             | Zdobyte trofea w rozgrywkach Indii (stan na: 31-05-2022) |      |                     |

- Durand Cup:
  - 3.miejsce w grupie C (1): 2021

- Kerala Premier League:
  - mistrz (1): 2019/20

## Struktura klubu

### Stadion
Klub piłkarski rozgrywa swoje mecze domowe na stadionie Jawaharlal Nehru Stadium w Koczin, który może pomieścić 80.000 widzów.

## Rywalizacja z innymi klubami

### Derby
- Gokulam Kerala FC
- Chennaiyin FC
- Bengaluru FC
- ATK Mohun Bagan FC